# Philodromus bhagirathai
Philodromus bhagirathai este o specie de păianjeni din genul Philodromus, familia Philodromidae, descrisă de Tikader, 1966. Conform Catalogue of Life specia Philodromus bhagirathai nu are subspecii cunoscute.